# おーさか☆愛・EYE・哀/Ya! Hot! Hot!
「おーさか☆愛・EYE・哀 / Ya! Hot! Hot!」（おーさか☆あい・アイ・あい / ヤッ! ホッ! ホッ!）は、ジャニーズWESTの7枚目のシングル。2017年6月21日にジャニーズ・エンタテイメントから発売された。

## 概要
前作「人生は素晴らしい」から約11か月ぶりとなるシングル。両A面シングルの発売は2014年10月8日発売の「ジパング・おおきに大作戦/夢を抱きしめて」以来約2年8か月ぶりとなる。
「おーさか☆愛・EYE・哀」はラッキィ池田が振り付けを担当した。

## 収録曲

### CD

#### 通常盤
1. おーさか☆愛・EYE・哀
プロデュース・作詞：松尾潔、作曲：松尾潔／豊島吉宏、編曲：Maestro-T
2. Ya! Hot! Hot!
作詞：下地悠／Lauren Kaori／YHANAEL／岩崎貴文、作曲：岩崎貴文、編曲：CHOKKAKU
  - ジャニーズWEST出演「サーティワンアイスクリーム」CMソング
3. PARA! PARA! チャ〜ハン
作詞：Yu-ki Kokubo、作曲：Kohei Yokono／Yu-ki Kokubo、編曲：Kohei Yokono
4. 「ありがとう」じゃ足りない
作詞・作曲：岩崎愛、編曲：岩崎愛／中村タイチ／井上陽介（Turntable Films）

#### 初回限定盤A
1. おーさか☆愛・EYE・哀
2. Ya! Hot! Hot!
3. おーさか☆愛・EYE・哀（オリジナル・カラオケ）
4. Ya! Hot! Hot!（オリジナル・カラオケ）

#### 初回限定盤B
1. Ya! Hot! Hot!
2. おーさか☆愛・EYE・哀
3. Ya! Hot! Hot!（オリジナル・カラオケ）
4. おーさか☆愛・EYE・哀（オリジナル・カラオケ）

### DVD

#### 初回限定盤A
1. 「おーさか☆愛・EYE・哀」Music Clip & Making
2. 3周年企画 〜デビュー日だから伝えよう〜（2017.4.23）

#### 初回限定盤B
1. 「Ya! Hot! Hot!」Music Clip & Making

## テレビ出演
おーさか☆愛・EYE・哀
- 『ザ少年倶楽部』（2017年9月1日、NHK BSプレミアム）
- 『ザ少年倶楽部』（2017年12月1日、NHK BSプレミアム）
重岡が「モモコのOH!ソレ!み〜よ!」の収録の為、6人で披露

Ya! Hot! Hot!
- 『ザ少年倶楽部』（2017年7月14日、NHK BSプレミアム）

PARA! PARA! チャ〜ハン
- 『ザ少年倶楽部』（2018年2月2日、NHK BSプレミアム）
重岡が「モモコのOH!ソレ!み〜よ!」の収録の為、6人で披露